# 道路

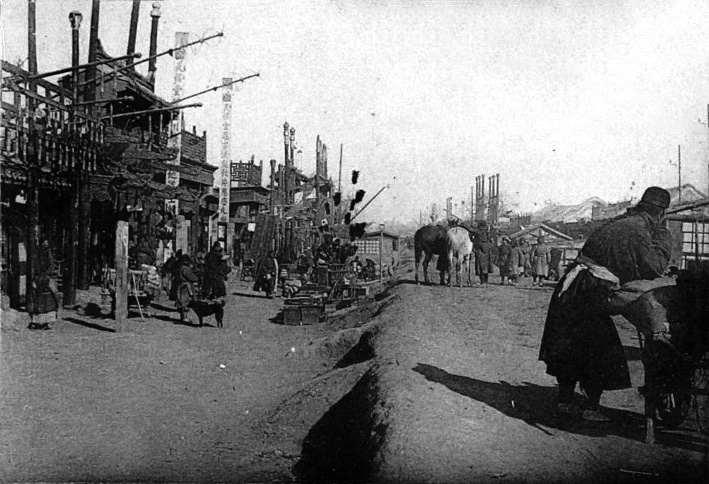
清末北京的一条马路，法军拍摄（1900年-01年）。

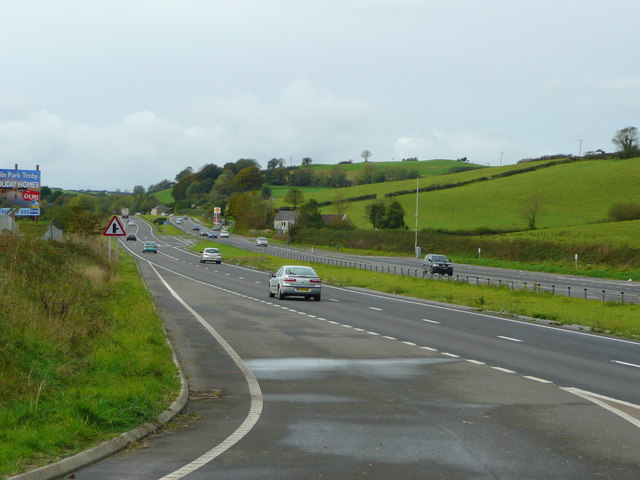
英國威爾斯斯旺西的A40公路

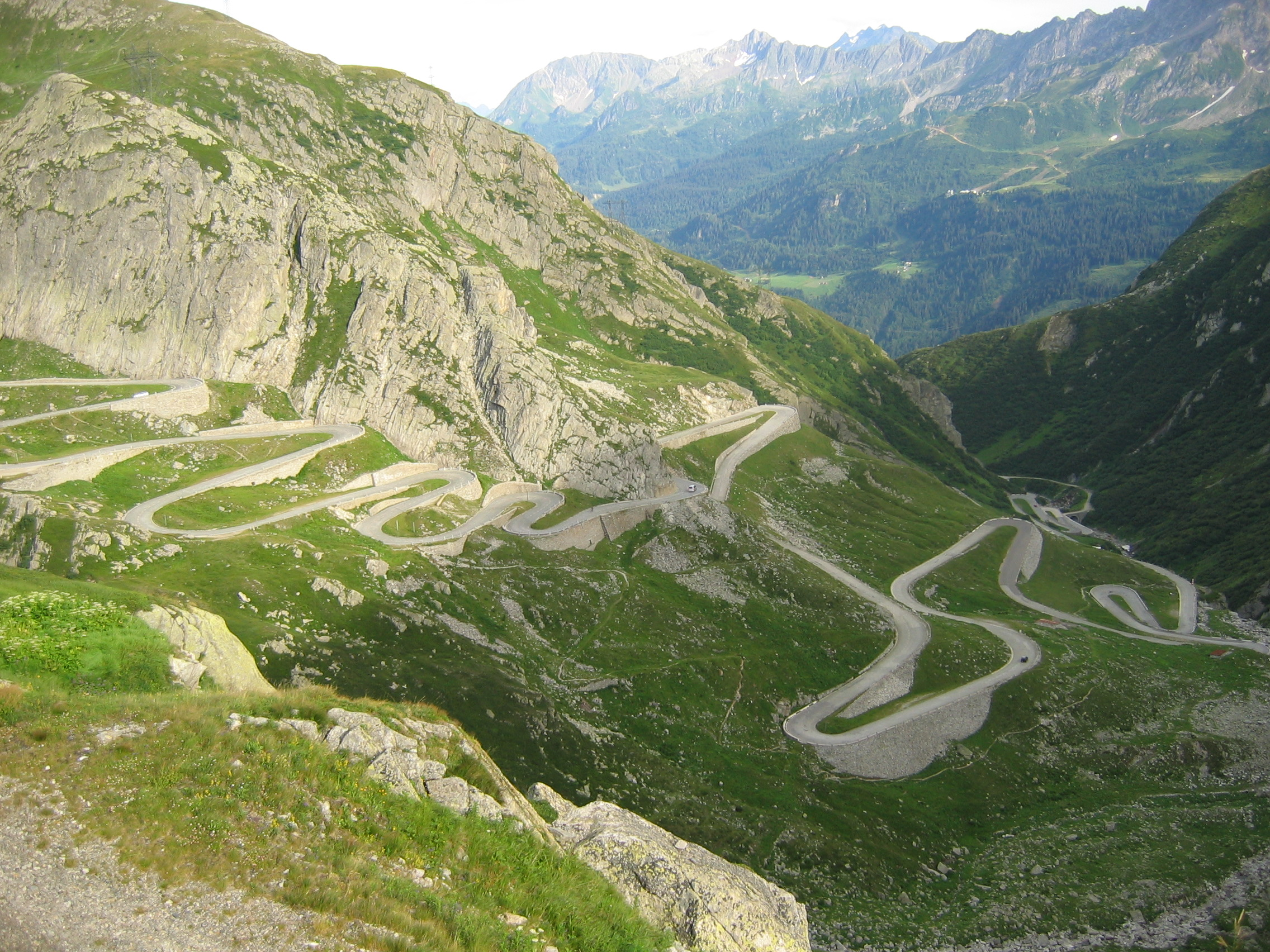
在瑞士阿爾卑斯山中通過圣哥达山口道路的髮夾彎道

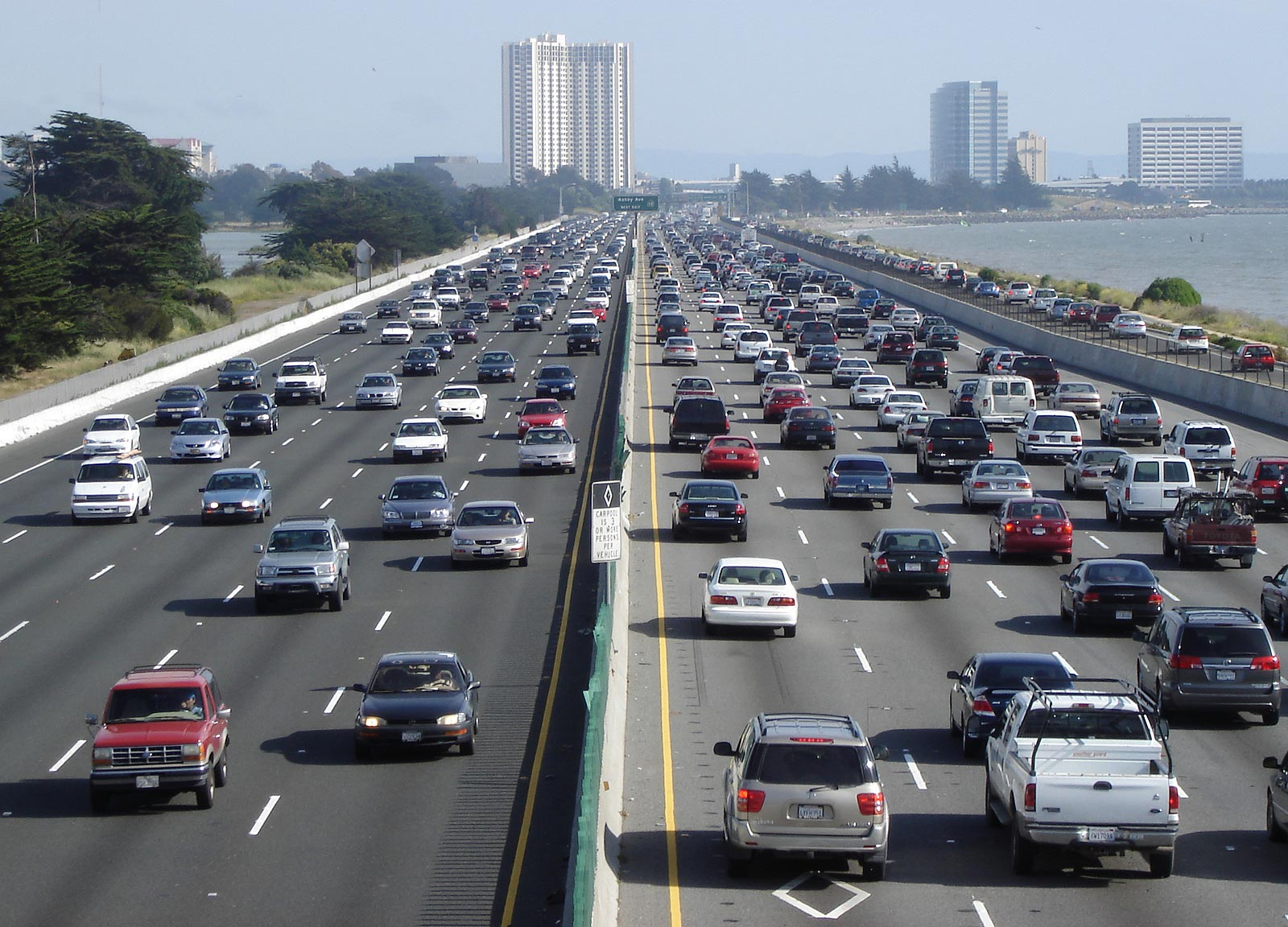
80号州际公路起自加利福尼亚州，終至新泽西州，為美國州际公路系统當中里程第2長的公路

道路是供各种无轨车辆和行人通行的基础设施；按其使用特点分为市政道路、公路、乡村道路等，古代中国还有驿道。
从距離上说，连结两地的最理想方式是直线。但在实际情况中不得不考虑到道路的路径、道路网等级、以及实际地势地貌，城市原有布局的影响。此外，道路的设计主要要考虑到道路的宽度、场地、路线、最大交通量和行驶速度以及适当的转弯半径。道路还要把交通引导到隧道和桥梁（在交通工程设计时，隧道和桥梁等构造物的位置优于道路局部路线位置，所以要使道路路线迁就桥涵隧道位置）。在宽度和深度（此处指道路基础的高度或者深度）同样要符合预计的交通流量和交通工具的重量的要求。

## 总论
广义上的道路，不仅仅是口语中的供车辆行驶的马路，还包括人行道、各种小径和广场。它包括：
- 道路主体
  - 地基土：天然土石。道路主体建立在这些自然土壤或岩石之上。
  - 下部构造：人工制造的路基主体，位于地基土与上部构造之间。
  - 上层构造：有一个或多个片层状结构组成，包括承载层和与交通主体直接作用的面层。
  - 岩土工程构造物：包括路堤、路堑、边沟、边坡和护坡等。
  - 其他建筑物：例如检查站、排水系统、挡土墙、桥梁、隧道、防噪声设施等。
  - 面层：直接与交通主体和大气接触，直接承受交通荷载的最外面的层状构造物。带有道路标识线、指示牌、警告牌等。
  - 带有加固面层功能的路肩和基底护角、护坡台阶等。

- 道路主体之上的空间
- 其他附属设施（交通标志、交通设备和其他为保障交通安全、交通秩序、交通顺畅以及保护道路沿线居民的特殊设施，例如护栏和植被等）

严格来说，道路包括了道路附近所有开放的公共区域。机动车、自行车以及行人都是在道路上“行驶”的主体。

## 道路在横断面上的组成部分

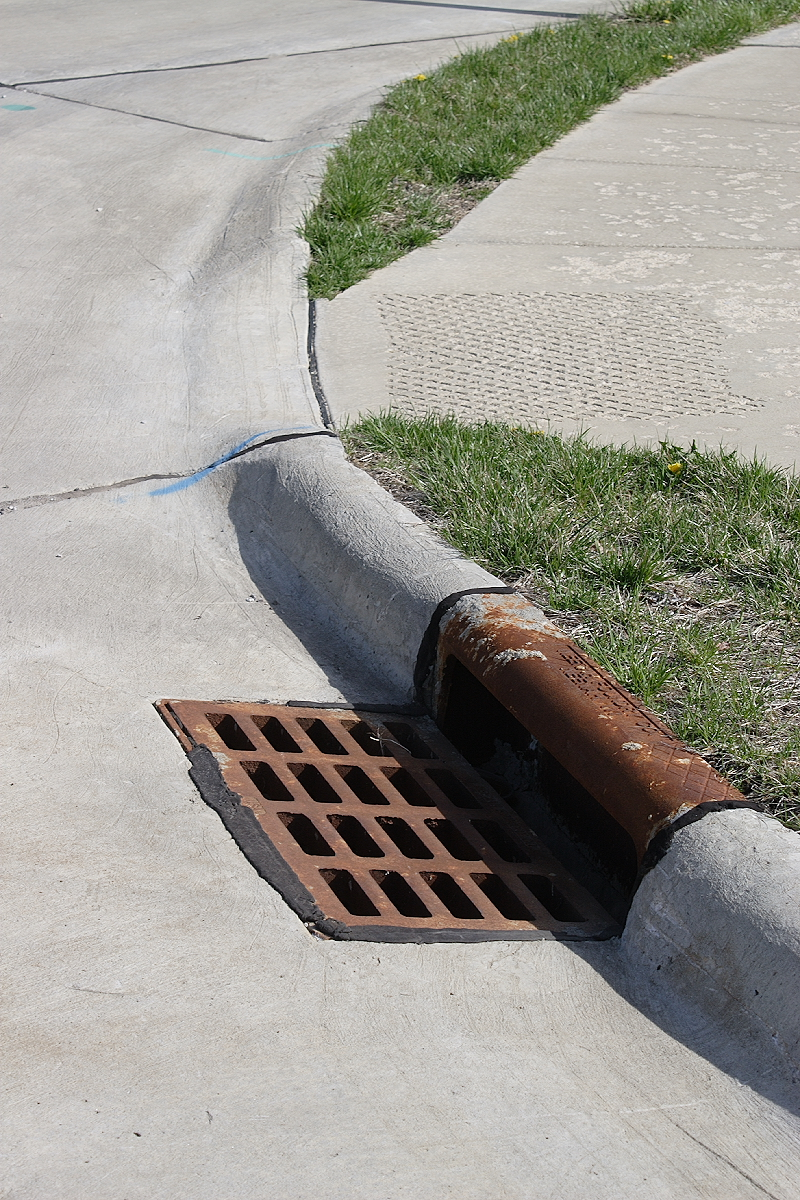
道牙子和下水道

道路在横断面上的组成安排，必须保障交通安全，防止对道路功能的影响甚至破坏，并且必须考虑到环境保护和城市规划、城市建筑等方面的影响。
按照道路功能要求，其横断面上的组成安排包括以下几个部分：
- 车行道：分割为行车带和路缘带
- 分隔带：包括中央分隔带和外侧分隔带
- 路肩：供車輛發生故障或其他緊急事故需要停下時使用
- 安全島：分隔雙向車道或快慢車道，亦可供行人暫避車輛
- 路緣石：通常为长条形砖（通常高出路面约20厘米），将行车道与人行道或绿化带分开
- 人行道：可以让行人通行，与车行道分开

## 建筑材料
道路的面层常用材料有沥青混合料、水泥混凝土、铺石以及其他非固定材料，例如碎石、工业废渣等。

## 历史
現代一般行車路又稱為「馬路」，因古時的行車路是讓馬車行走的。馬路亦被視為是「馬卡丹路」的簡稱。約翰·馬卡丹（John McAdam，1756年－1836年）是蘇格蘭裔的道路工程師。工业革命時期發明了新的道路建造法（Macadam），在路面鋪上多層物料，並把路面設計成讓雨水流到路的兩旁。這樣，行車路便更耐用持久，滿足了工業發展所導致的陸路運輸需求。
从最初起人类就有很多种理由修建和发展道路。例如从住宿地到附近的其他地方、作为季节性迁徙的路线、用于朝圣或者用于商业贸易等等。我们今天所看到的道路，就是从这许许多多不同种类的不同用途的古代道路发展来的。社会和经济的发展带动了交通工具的产生和发展，交通量也随之发展起来。虽然人们在日常生活中有很多种修筑和拓宽道路的理由，例如去上学、工作或者是去和邻居闲谈，但是修筑道路最最活跃的动力却是出于国家政治和军事的考虑。第一辆军用汽车（战车）出现于公元前2500年。从那时起，无论是出于进攻还是防守的目的，道路都成为了一种十分重要的战略设施。历代统治者都要为了修筑和保养道路花费大量金钱。几乎所有的道路都无计划的出现在赤裸的土地上。必然的，干燥时灰尘漫天，而雨后又泥泞不堪。
从希腊帝国和罗马帝国时起就出现了有规划的城市道路。尽管如此，罗马帝国修筑道路更主要的还是处于军事目的，以使他们的军队能够尽可能快的开到辽阔帝国的边界。

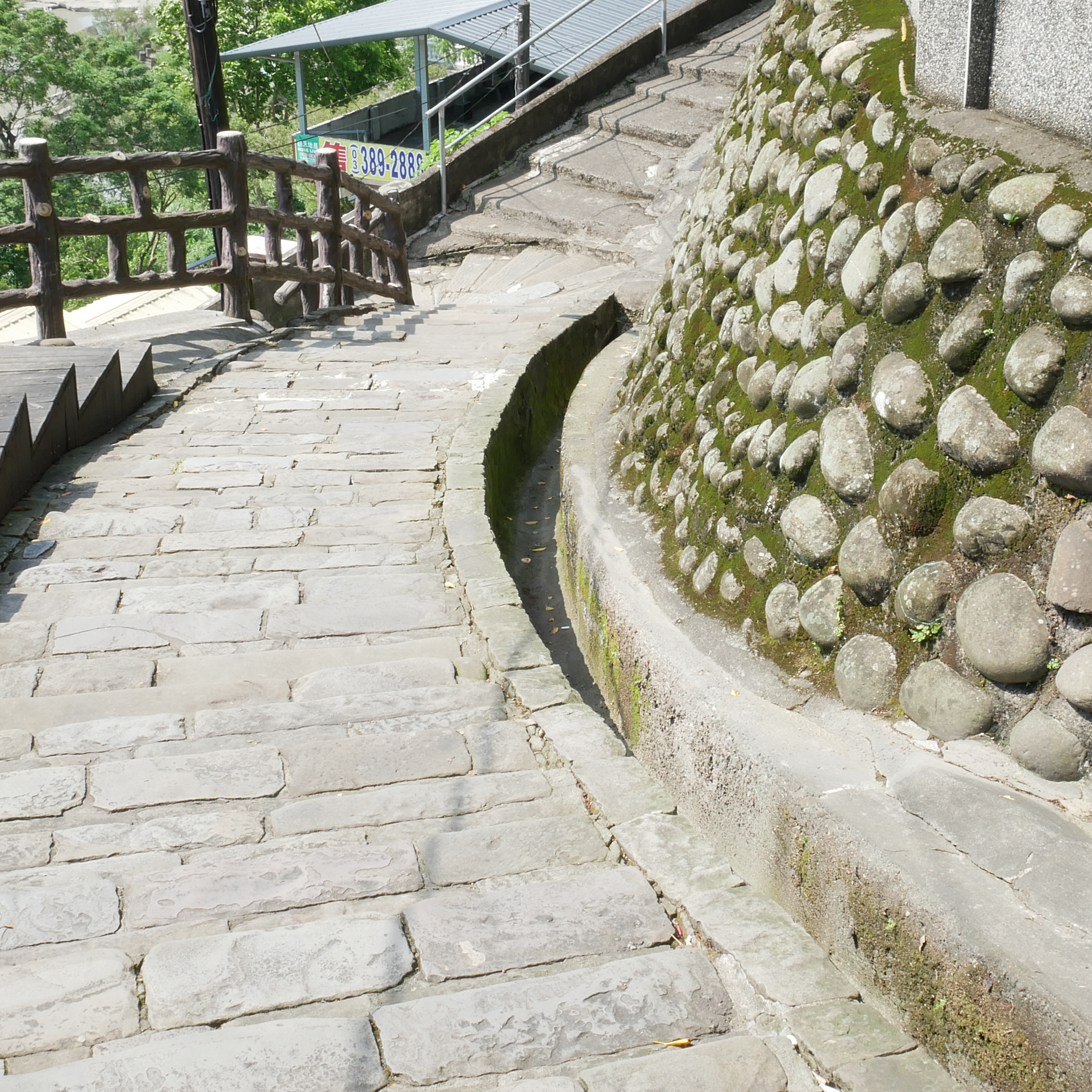
大嵙崁溪畔石板古道（桃園市大溪區福仁里）

在中國，道路起源甚早。成于西周的《诗经·小雅》有：“周道如砥，其直如矢”。《周礼·考工记》“匠人營國。方九里，旁三門。國中九經九緯，經涂九軌。左祖右社，面朝後市，市朝一夫。”，说春秋末城市规划中又有南北道路9条东西道路9条；又说“經涂九軌，環涂七軌，野涂五軌。”，即南北道路宽九车，环城道路宽七车，郊区道路宽五车，可见在春秋末已有环城道路。
近代史上，英国工程师约翰·麦克亚当（John McAdam）长期从事于道路施工。1815年他在英国西部港口城市布里斯托尔首次建造了现代公路。这条路的路面高于周围土地，以使雨水能够尽快排走。他用碎石修筑路堤，在上面铺设更小的碎石并用炉渣固定。当时这种在当时被认为是非常棒的设计很快在其他国家推广开，并用他的名字麦克亚当（McAdam）将这种道路命名为碎石道路（Makadam）。
在中欧地区，在大约1850年才用现代公路取代了老式道路。1902年，一条碎石路面被铺上柏油，看起来已经很接近现代公路。

## 道路通行方向

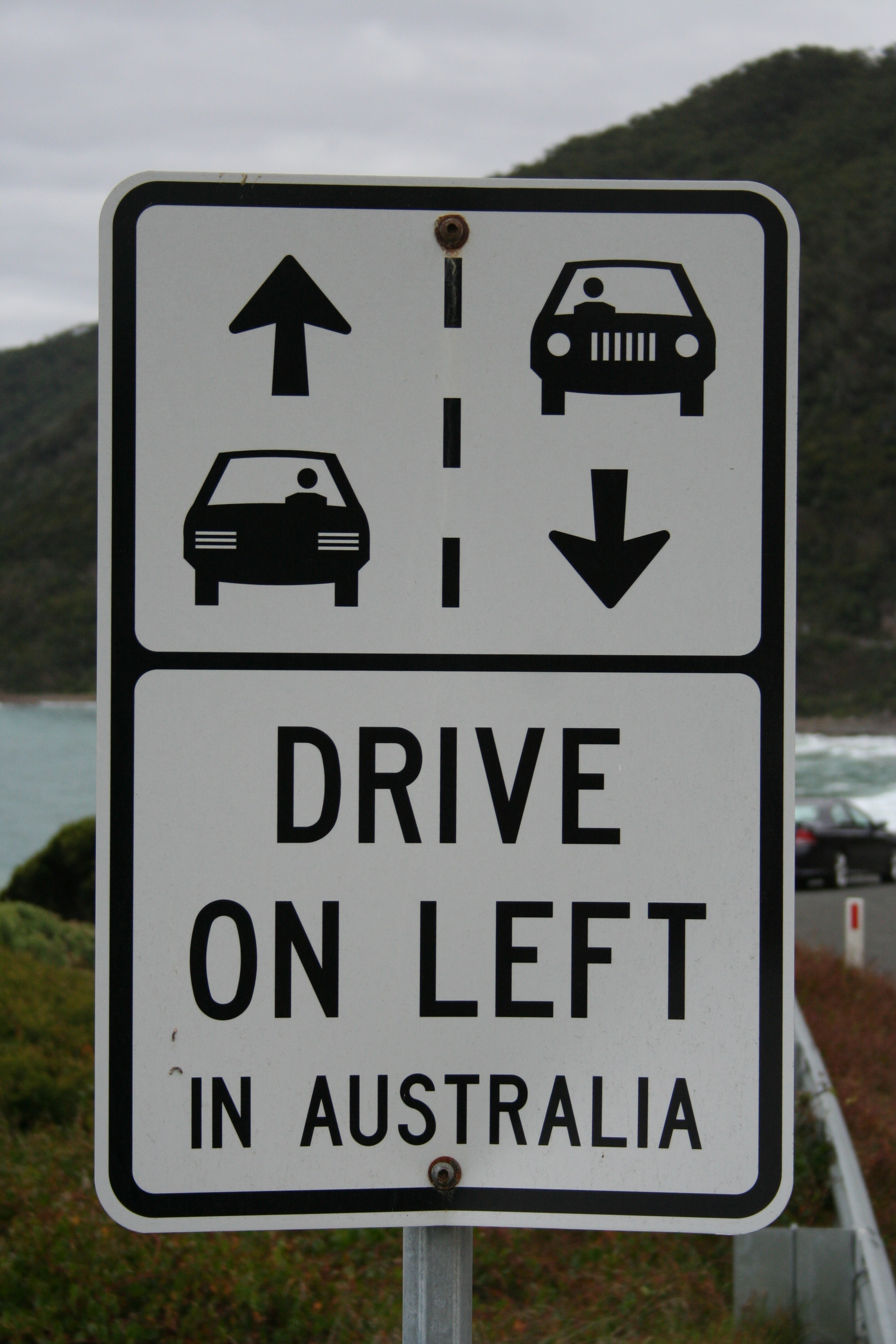
澳大利亚大洋路上的路标提醒外国驾驶员靠左行驶

道路通行方向可分为车辆靠道路左侧行驶和靠道路右侧行驶两类。34%的国家靠左行驶，66%的国家靠右行驶。如果按道路里程计算，全世界28%的可通行道路是靠左行驶的，72%靠右行驶。

## 道路分級
道路的品質一般可以用國際糙度指標（International Roughness Index，IRI）進行評估，它用來測量道路的平坦度。然而在實用上，各國常以道路的管理或使用等級來區分。

### 臺灣

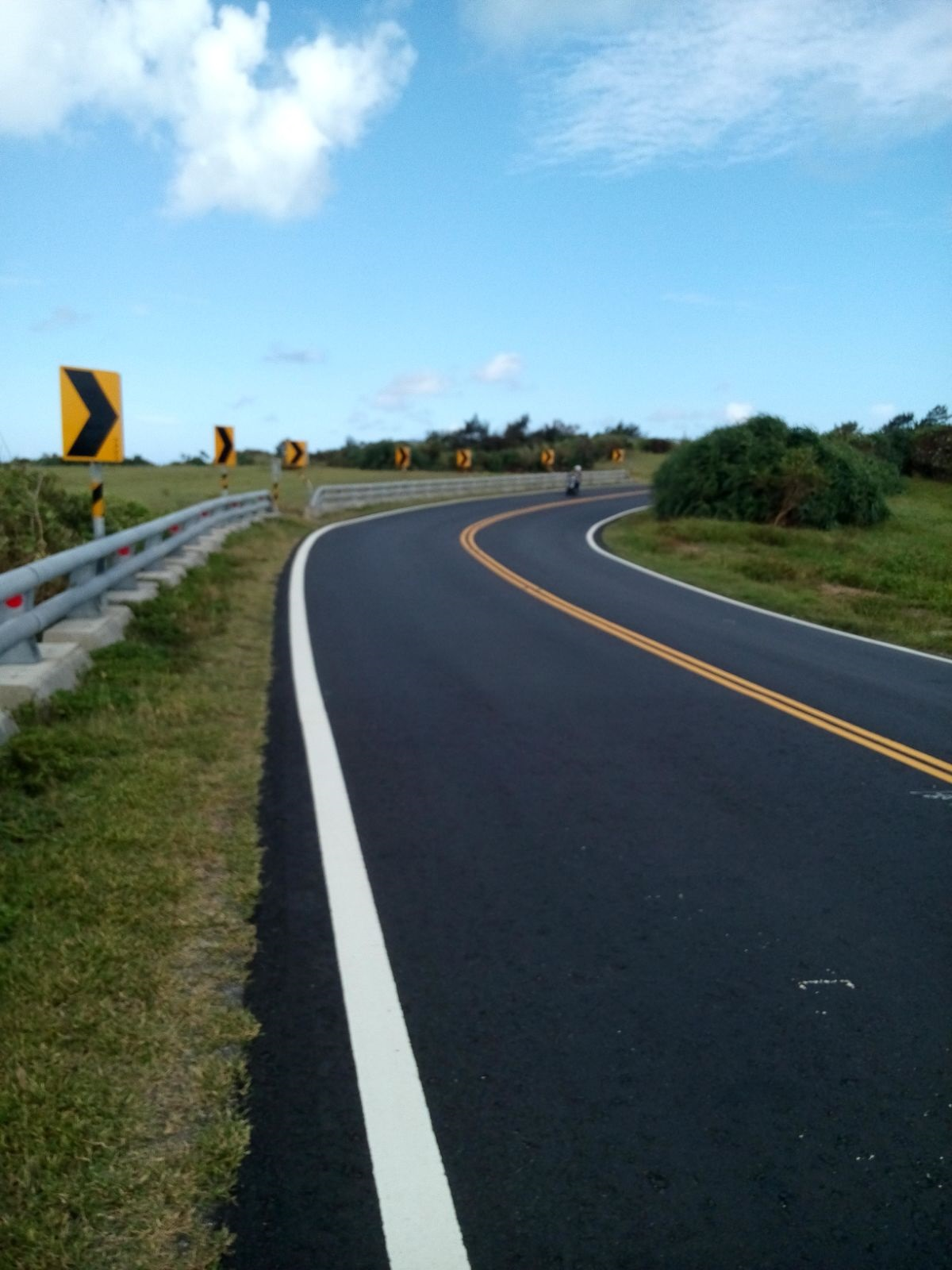
台灣屏東縣的一條道路

均有編號
- 國道（大多為高速公路，少數為快速公路）
- 省道
- 省道快速公路
- 縣道、市道
- 鄉道、區道
- 專用公路

大多無編號
- 快速道路（包含各級道路）
- 市區道路
- 產業道路
- 農路
- 林道

- 既成道路（位於私人土地上）

### 中國大陸

#### 依道路行政等级分类
- 国家公路，简称國道
- 省公路，简称省道
- 县公路，简称縣道
- 乡公路，简称乡道
- 专用公路

#### 按使用任务、功能和适应的交通量分类
- 高速公路
- 一级公路
- 二级公路
- 三级公路
- 四级公路[3]

#### 城市道路按地位、功能分类
- 快速路
- 主干路
- 次干路
- 支路[4][5]

### 香港
香港的道路依其流量、長度和重要性分為下列各級（由大至小）：
- 幹線
- 公路
- 道
- 路
- 街
- 巷
- 里
- 徑
- 圍
- 坊（走線為方型）
- 臺（連接高處平地和地面）

## 道路相关术语
- 公路技术标准
- 中国公路分类
- 中国公路等级
- 有路面公路
  - 无路面公路
- 道路交通标志
  - 道路交通标线
- 公路收费系统
  - 公路收费站
  - 不停车收费系统
- 车道控制机
- 车道栏杆
- 物流
- 车载GPS
- 道路交通事故
- 《中华人民共和国道路交通安全法》